# Diocesi di Nocera Inferiore-Sarno

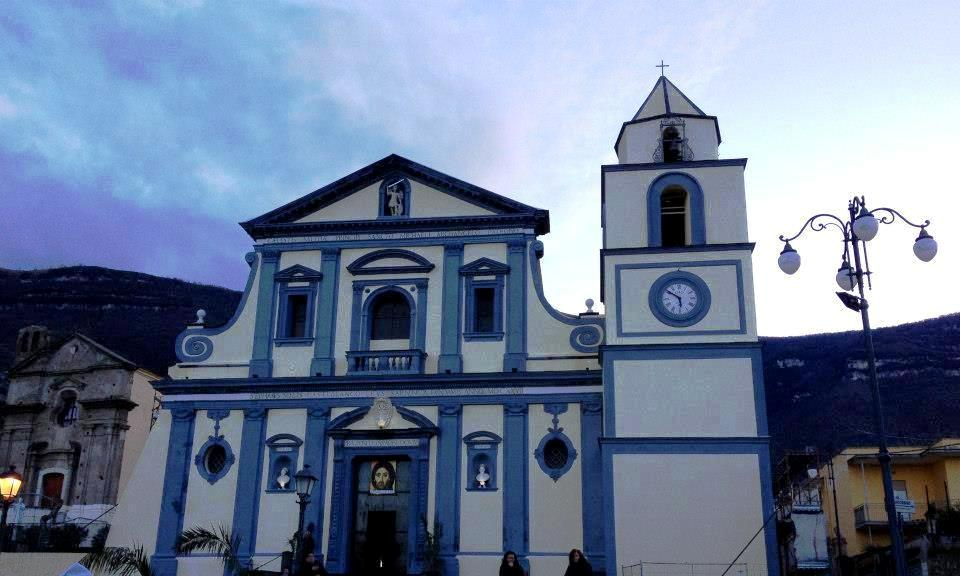
La concattedrale di San Michele a Sarno.

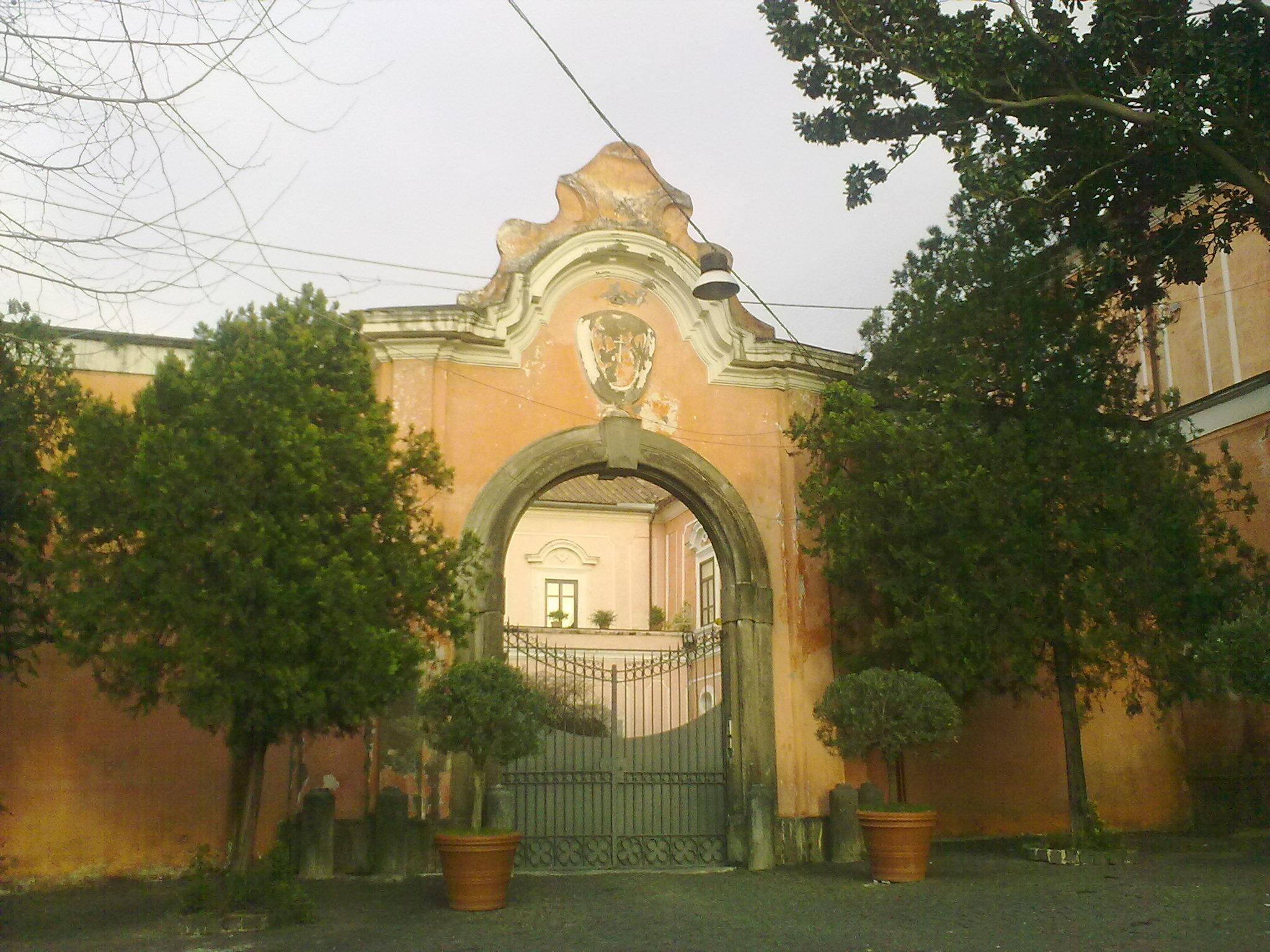
Ingresso del palazzo vescovile di Nocera Inferiore.

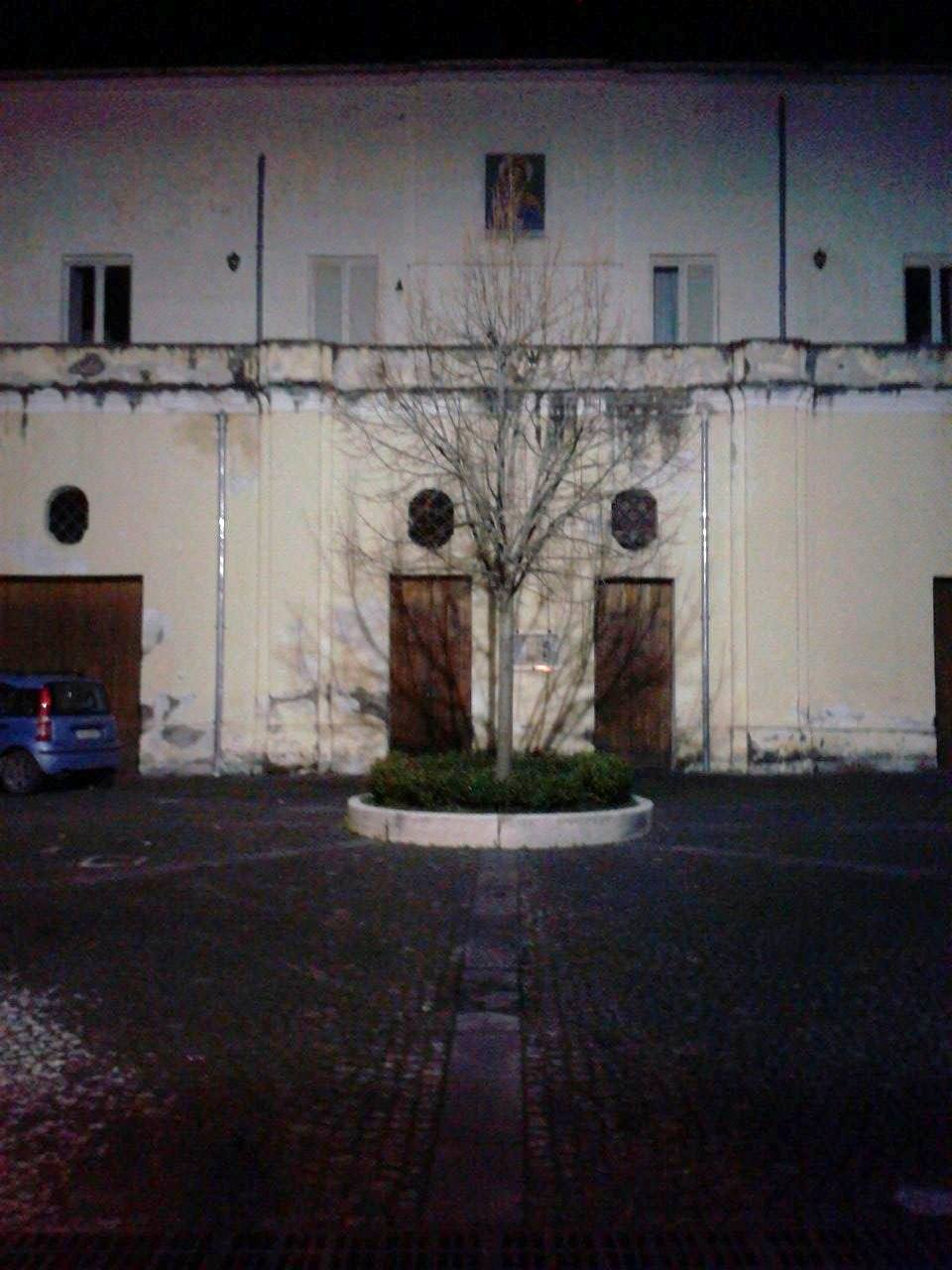
Facciata del palazzo vescovile di Sarno.

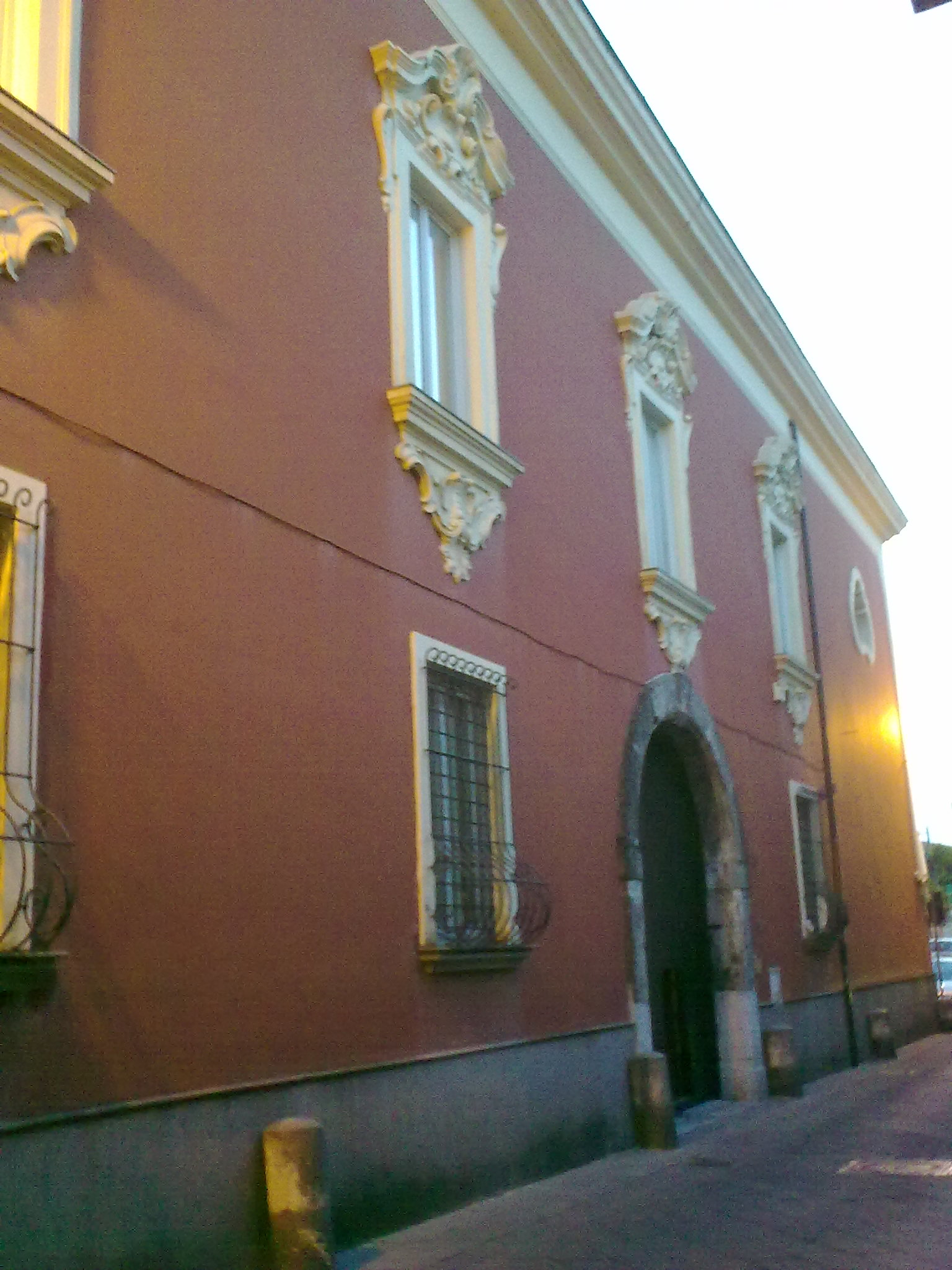
Facciata della curia diocesana, Ex Seminario Vescovile di Nocera.

La diocesi di Nocera Inferiore-Sarno (in latino Dioecesis Nucerina Paganorum-Sarnensis) è una sede della Chiesa cattolica in Italia suffraganea dell'arcidiocesi di Salerno-Campagna-Acerno appartenente alla regione ecclesiastica Campania. Nel 2023 contava 228.300 battezzati su 240.350 abitanti. È retta dal vescovo Giuseppe Giudice.

## Territorio
La diocesi di Nocera Inferiore-Sarno comprende le foranie di Nocera Inferiore, Sarno, Nocera Superiore-Roccapiemonte, Pagani, Angri (di cui fanno parte i comuni di Sant'Egidio del Monte Albino, di Corbara e la parrocchia di Santa Maria dei Bagni nel comune di Scafati) e San Valentino Torio (di cui fanno parte anche la parrocchia di San Biagio a San Marzano sul Sarno in provincia di Salerno e le parrocchie di San Giovanni Battista a Striano e di Sant'Antonio da Padova a Poggiomarino, entrambe nella città metropolitana di Napoli), per un totale di 54 parrocchie, dislocate in 13 comuni.
Sede vescovile è la città di Nocera Inferiore dove si trova la basilica cattedrale di San Prisco. A Sarno si trova la concattedrale di San Michele.
Nel territorio sono presenti diversi santuari, basiliche e abbazie:
- il santuario di Maria Santissima dei Miracoli su Montalbino a Nocera Inferiore;
- la basilica santuario di Maria Santissima Materdomini a Nocera Superiore, elevata nel 1923;
- la basilica di Sant'Anna a Nocera Inferiore;
- la basilica di Sant'Antonio a Nocera Inferiore;
- il santuario di Santa Maria di Loreto a Roccapiemonte;
- il santuario di Santa Maria della Foce in località Foce di Sarno;
- il santuario di Maria Santissima delle Tre Corone a Sarno;
- il santuario di Santa Maria dei Bagni a Scafati;
- il santuario di Maria Santissima del Carmine detta delle Galline a Pagani;
- il santuario di Gesù Bambino di Praga a Pagani;
- l'abbazia di Santa Maria Maddalena in Armillis a Sant'Egidio del Monte Albino, patrimonio nazionale;
- la basilica di Sant'Alfonso Maria de' Liguori a Pagani, elevata nel 1908.

## Storia

### Nocera
La prima diocesi della Campania Inferiore risalirebbe, secondo alcuni, al I secolo, allorché Prisco (primo vescovo di Nuceria), sarebbe giunto in Italia insieme a Pietro e ai 72 discepoli di Gesù. Tuttavia, questa affermazione si perde nella leggenda, nei cui meandri la storia del vescovo nocerino si mischia a quella dell'omonimo santo di Capua.
Tuttavia il cristianesimo dovette attecchire molto presto a Nuceria, se il Martyrologium Hieronymianum e il Martirologio Romano ricordano i nomi dei santi Prisco, Felice e Costanza, martirizzati tra il 60 e il 68.
È più probabile che il primo vescovo (oggi patrono della città e della diocesi), sia vissuto durante il III secolo. È citato da Paolino di Nola, che ricorda come il suo culto fosse praticato, nel 405, nella sua città oltre che a Nuceria. Tra i miracoli che gli si attribuiscono vi è quello di aver convinto delle oche a seguirlo per farne dono al papa; di aver trasportato una fontana donatagli dal pontefice da Roma a Nocera con il solo ausilio di due "vaccherelle"; e di aver fatto comparire una cerva che abbia dissetato con il suo latte i compagni assetati. La vasca della leggenda esiste ancora e si trova nel piazzale antistante al Duomo di Nocera Inferiore che porta il suo nome.
Nel 499 venne eletto vescovo di Nocera l'antipapa Laurenzio. Eletto papa insieme a Simmaco, perse la carica dopo un clima da guerra civile.
Sconosciuta è la sede della prima cattedra nocerina. Il vescovo, secondo la tradizione, si spostò nel battistero paleocristiano che, nel VI secolo, fu realizzato all'interno delle mura di Nuceria Alfaterna.
La storia della diocesi nocerina ebbe un momento di crisi nel 1260, quando, per motivi mai chiariti del tutto, i nocerini assassinarono il proprio vescovo (del quale è incerto anche il nome, probabilmente Matteo). Papa Alessandro IV privò la città dell'onore episcopale e ne divise il territorio fra le arcidiocesi di Salerno e di Amalfi. Tuttavia questa notizia, riportata dal vescovo Simone Lunadoro, autore della prima storia della Chiesa nocerina, non trova conferma negli storici successivi: Orlando ed Eubel, infatti, nelle loro cronotassi, riportano i nomi di alcuni vescovi (Placido, Filippo, Iametro) del periodo della presunta soppressione.
A partire da giugno 1384 papa Urbano VI stabilì nel castello del Parco di Nocera Inferiore la sua residenza pontificia, per rifugiarsi dall'assedio delle truppe di Carlo III di Napoli. In questa occasione, il 10 ottobre 1384, il papa ripristinò la sede diocesana di Nocera e nominò come nuovo vescovo, frate Francesco, dell'Ordine dei frati minori del convento di Sant'Antonio, in una delle cui sale s'era svolta la congiura dei cardinali contro il pontefice.
La cattedra si spostò forse dal battistero dell'attuale Nocera Superiore alla nuova cattedrale di San Prisco (sorta sul precedente monastero benedettino di San Prisco) nel quartiere che prenderà il nome di Vescovado nell'attuale Nocera Inferiore. Tuttavia stando a Teodorico di Niem, presente a Nocera durante la residenza di papa Urbano VI, «presso il Borgo, si scorge nei campi la chiesa di San Prisco, che fu un tempo cattedrale». Quindi la chiesa di San Prisco presso l'antico monastero sarebbe stata già cattedrale prima del 1386, quando fu ricostituita come tale.
In questo periodo la diocesi prese il nome di Nuceria Paganorum, com'era al tempo denominata la città.
Tra i vescovi illustri della sede nucerina si distinsero i comensi Giovio, che ressero la diocesi durante il Rinascimento. Il primo fu Paolo Giovio il vecchio, succeduto dal fratello, Giulio Giovio e dal nipote Paolo Giovio il giovane. Fu soprattutto il terzo vescovo della dinastia comense a compiere le più importanti opere per dare lustro alla sua diocesi: Paolo Giovio il giovane diede vita alla prima realizzazione del seminario e del palazzo vescovile, prima allocato nei locali dell'ex abbazia benedettina che sorgeva nell'area della cattedrale.
Ancorché sede vacante dal 1806, restò diocesi autonoma fino al 27 giugno 1818, quando venne soppressa in forza della bolla De utiliori di papa Pio VII ed il suo territorio fu incorporato in quello della diocesi di Cava.
La diocesi fu ripristinata il 7 dicembre 1833, in forza della bolla In vinea Domini di papa Gregorio XVI, nuovamente suffraganea dell'arcidiocesi di Salerno. La bolla inoltre assegnava alla diocesi il territorio che già le apparteneva prima della soppressione del 1818, ossia i comuni di Nocera San Matteo, Nocera Corpo, Angri, Corbara, Pagani e Sant'Egidio.
Il 30 agosto 1956, con la lettera apostolica Antiquis laudibus, papa Pio XII associò Sant'Alfonso Maria de' Liguori a San Prisco a patrono della diocesi.

### Sarno
La storiografia ritiene la diocesi di Sarno eretta nel 1066 dall'arcivescovo Alfano I di Salerno, con bolla convalidata da papa Alessandro II. Riso, salernitano, ne sarebbe stato il primo vescovo ed avrebbe preso dimora nella zona che assunse presto la nuova denominazione di Episcopio, ossia "casa del vescovo", rimasta invariata fino ad oggi.
La bolla di Alfano I, tuttavia, si riferisce a una riorganizzazione della diocesi, in quanto la chiesa di Sarno è sicuramente più antica dal momento che nel 1025 viene concessa una terra dall'avvocato del vescovo di Sarno ante bestigia domni Iohanni gratia Dei sancte sedis episcopatus sarnense. Un atto del Codex diplomaticus Cavensis dell'anno 1055, riguardante la delimitazione dei confini tra il monastero di Santa Sofia di Salerno e le proprietà di un certo Alterio di San Valentino Torio, cita i possessi di questo fino ab oriente fine episcopio sarnense.
Il territorio originario comprendeva buona parte dell'attuale valle dell'Agro nocerino-sarnese, con i territori vesuviani, fino al mare.
Dopo il 1513 la diocesi è affidata ad amministratori apostolici fino al 1534, ad eccezione dei brevi periodi di episcopato di Ludovico Platamone e di Guglielmo Beltràn. Durante questo periodo il territorio di Sarno perse i territori di Palma Campania, Scafati, Ottaviano e quelli vesuviani, che passarono alla diocesi di Nola.
Nel 1627 venne consacrata la cattedrale di San Michele.
Il 27 giugno 1818, in forza della bolla De utiliori di papa Pio VII, fu unita aeque principaliter alla diocesi di Cava.

### Nocera Inferiore-Sarno
Il 25 settembre 1972 fu sciolta l'unione tra Cava e Sarno. La diocesi di Sarno fu unita in persona episcopi alla diocesi di Nocera dei Pagani. Il 30 settembre 1986, in forza del decreto Instantibus votis della Congregazione per i vescovi, l'unione è divenuta piena e la diocesi risultante ha assunto il nome attuale.
Nel 2008 è stato inaugurato il museo diocesano di Nocera Inferiore, presso i locali della Curia; voluto fortemente dal vescovo Gioacchino Illiano e da don Natale Gentile, raccoglie testimonianze storiche ed artistiche della diocesi dalla fondazione ai giorni nostri.

## Cronotassi
Si omettono i periodi di sede vacante non superiori ai 2 anni o non storicamente accertati.

### Vescovi di Nocera
- San Prisco † (III secolo)
- Felice † (menzionato nel 402)
- Celio Lorenzo † (499 - 501)
- Aprile † (menzionato nel 502)[9]
- Leone † (menzionato nel 510)
- Aurelio Priscano † (530)
- Numerio † (593 - ?)
- Primerio † (menzionato nel 598)
- Amanzio † (menzionato nel 743)
- Liutardo † (menzionato nell'826)
- Ramperto o Raniperto † (menzionato nell'861)
- Lando † (1061 - 1073 deposto)
- Felice † (al tempo di papa Innocenzo III)
- Valerio Orsini † (menzionato nel 1228)
- Matteo ? † (? - 1260 deceduto)
  - Sede soppressa (1260-1386 ?)
- Francesco, O.F.M. † (1386 - 1402 deceduto)[10]
- Angelo da Castellaneta, O.S.B. † (10 febbraio 1402 - 1429 deceduto)

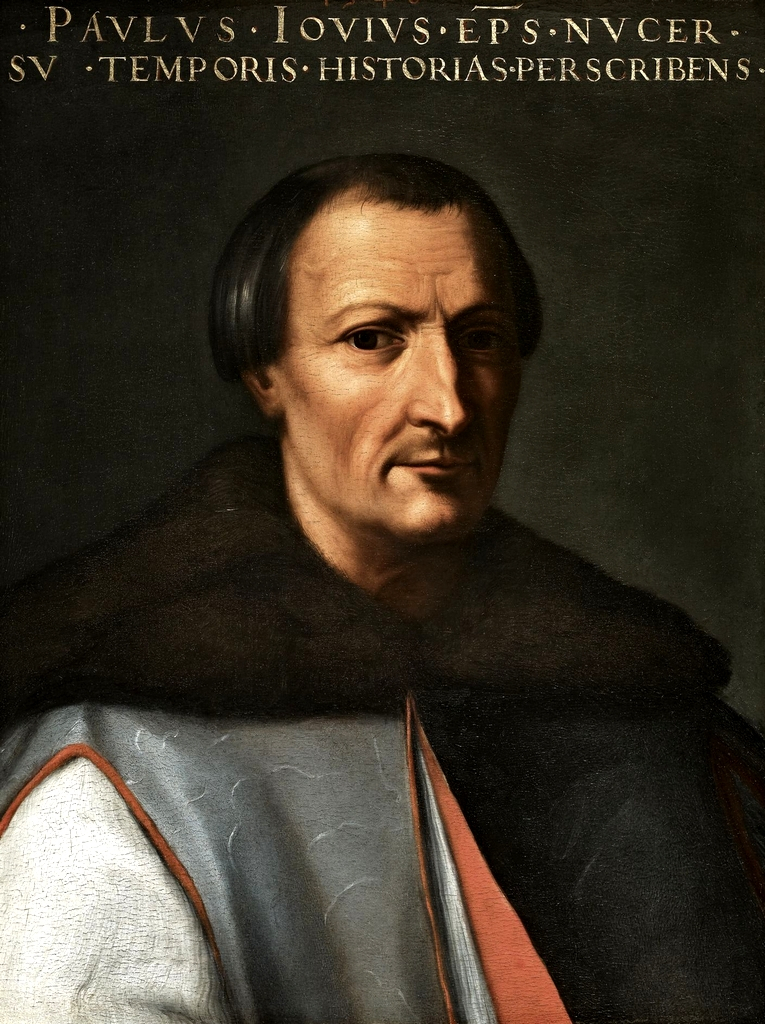
Ritratto di Paolo Giovio

- Gabriele de' Garofalis, O.E.S.A. † (8 giugno 1429 - 1433 deceduto)
- Giuliano de Angrisani † (1433 - 1436 deceduto)
- Giacomo Benedetti o d'Atri † (18 luglio 1436 - 6 settembre 1443 nominato vescovo di Orvieto)
- Bartolomeo de Micheli † (6 settembre 1443 - agosto 1455 deceduto)
- Pietro di Nocera, O.P. † (12 settembre 1455 - 1478)
- Giovanni de' Cerretanis † (13 ottobre 1478 - 1479 dimesso)
- Pietro Strambone, O.P. † (16 giugno 1479 - 1503 deceduto)
- Bernardino Orsini † (7 maggio 1503 - 1511 deceduto)
- Domenico Giacobazzi † (8 novembre 1511 - 14 agosto 1517 dimesso)
- Andrea Giacobazzi † (14 agosto 1517 - 1524 deceduto)
- Domenico Giacobazzi † (1524 - 1527 o 1528 deceduto) (per la seconda volta)
- Paolo Giovio il Vecchio † (13 gennaio 1528 - 11 dicembre 1552 deceduto)
- Giulio Giovio † (11 dicembre 1552 succeduto - 1560 dimesso)
- Paolo Giovio il Giovane † (1560 succeduto - 1585 deceduto)
- Sulpizio Costantino † (21 ottobre 1585 - 1601 deceduto)
- Simone Lunadoro † (17 giugno 1602 - 1610 deceduto)
- Stefano de Vicari, O.P. † (24 novembre 1610 - 1620 deceduto)
- Francesco Trivulzio † (29 marzo 1621 - 22 agosto 1631 deceduto)
- Ippolito Francone † (19 gennaio 1632 - 1653 deceduto)
- Bonaventura d'Avalos, O.S.A. † (13 aprile 1654 - 1659 dimesso)
- Felice Gabrielli, O.F.M.Conv. † (22 settembre 1659 - 15 dicembre 1684 deceduto)
- Emiddio Lenti † (9 aprile 1685 - 10 gennaio 1691 deceduto)
- Sebastiano Perissi † (9 gennaio 1692 - 28 maggio 1700 nominato vescovo di Grosseto)
- Giovanbattista Carafa † (21 giugno 1700 - 22 febbraio 1715 deceduto)
  - Sede vacante (1715-1718)
- Niccolò de Dominicis † (11 febbraio 1718 - 22 agosto 1744 deceduto)
- Gherardo Antonio Volpe † (18 dicembre 1744 - 28 gennaio 1768 deceduto)
- Benedetto dei Monti Sanfelice, O.S.B.Oliv. † (16 maggio 1768 - 23 marzo 1806 deceduto)
  - Sede vacante (1806-1818)
  - Sede soppressa (1818-1834)
- Agnello Giuseppe d'Auria Loffredo † (23 giugno 1834 - 20 febbraio 1860 deceduto)
- Michele Adinolfi † (23 marzo 1860 - circa 1863 deceduto)
  - Sede vacante (1863-1871)
- Raffaele Ammirante † (27 ottobre 1871 - 23 ottobre 1881 deceduto)
- Francesco Vitagliano † (30 marzo 1882 - 25 luglio 1885 dimesso[11])
- Luigi del Forno † (27 luglio 1885 - 4 gennaio 1913 deceduto)
- Giuseppe Romeo † (12 luglio 1913 - 26 ottobre 1935 deceduto)
- Teodorico de Angelis † (23 novembre 1936 - 7 agosto 1951 dimesso[12])
- Fortunato Zoppas † (26 aprile 1952 - 25 novembre 1964 dimesso[13])
  - Sede vacante (1964-1971)
- Jolando Nuzzi † (4 gennaio 1971 - 30 settembre 1986 nominato vescovo di Nocera Inferiore-Sarno)

### Vescovi di Sarno
- Giovanni I † (? - 1025)
- Riso † (1066 - ?)
- Giovanni II † (1111 - 1118)
- Giovanni III † (1119 - 1134)
- Pietro † (1134 - 1156)
- Giovanni IV † (1156 - 1180)
- Unfrido † (settembre 1181 - dopo maggio 1202)[14]
- Tibaldo ? † (1201 - 1208)[15]
- Anonimo † (menzionato nel 1208/1209?)[14]
- Ruggero I ? † (1209 - 1216)[16]
- Anonimo † (menzionato nel 1215)[14]
- Giovanni V † (prima di dicembre 1218 - dopo agosto 1243)[14]
- Giovanni VI ? † (1224 - 1254)[17]
  - Angelo Cacciavolpe † (28 novembre 1254 - circa 1256) (vescovo eletto)[14]
- Giovanni VII † (prima di maggio 1258 - 9 agosto 1296 deceduto)[14]
- Guglielmo † (1296 - 1309)
- Ruggiero †
- Ruggiero de Canalibus † (23 marzo 1311 - 1316)
- Giordano de Miramonte, O.P. † (1316 - 1324)
- Napoleone I † (1324 - 1330)
- Nicola ? † (1333 - 1333 deceduto)
- Francesco, O.F.M.Obs. ? † (15 marzo 1333 - 1340)
- Napoleone II † (1340 - 1350 deceduto)
- Teobaldo † (16 aprile 1350 - 1370)
- Giovanni VIII † (24 novembre 1372 - 1418 deceduto)
- Marco da Teramo † (29 dicembre 1418 - 1439 deceduto)
- Andrea da Nola, O.F.M. † (23 novembre 1439 - ? deceduto)
- Leonardo † (29 gennaio 1470 - ? deceduto)
- Antonio de' Pazzi † (18 agosto 1475 - 26 febbraio 1477 nominato vescovo di Mileto)
- Giovanni IX † (1º giugno 1477 - 16 febbraio 1481 nominato vescovo di Crotone)
- Andrea De Ruggiero † (16 febbraio 1481 - ? deceduto)
- Agostino Tuttavilla † (6 luglio 1496 - 1501 deposto)
- Giorgio Maccafano de' Pireto † (16 agosto 1501 - 1513 deceduto)
  - Francisco de Remolins † (22 giugno 1513 - 11 febbraio 1517 dimesso) (amministratore apostolico)
- Ludovico Platamone † (11 febbraio 1517 - 18 febbraio 1518 nominato vescovo di Siracusa)
  - Silvio Passerini † (18 febbraio 1518 - 20 giugno 1519 dimesso) (amministratore apostolico)
- Guglielmo Beltràn † (20 giugno 1519 - 1524)
  - Silvio Passerini † (1524 - 20 aprile 1529 deceduto) (amministratore apostolico, per la seconda volta)
  - Andrea Matteo Palmieri † (24 maggio 1529 - 24 agosto 1530 dimesso) (amministratore apostolico)
  - Pompeo Colonna † (24 agosto 1530 - 28 giugno 1532 deceduto) (amministratore apostolico)
- Ludovico Gomez † (24 aprile 1534 - 1543 deceduto)
- Francesco Sfondrati † (12 ottobre 1543 - 27 ottobre 1544 nominato arcivescovo di Amalfi)
- Mario Ruffino † (27 ottobre 1544 - 7 febbraio 1547 nominato vescovo di Melfi e Rapolla)
- Donato Martuccio † (16 marzo 1547 - 1548 dimesso)
- Guglielmo Tuttavilla † (27 aprile 1548 - 1569 deceduto)
- Vincenzo Ercolani, O.P. † (14 dicembre 1569 - 9 febbraio 1573 nominato vescovo di Imola)
- Vincenzo De Siena, O.P. † (19 febbraio 1573 - 10 gennaio 1578 deceduto)
- Paolo Fusco † (17 febbraio 1578 - 27 aprile 1583 deceduto)
- Girolamo Matteucci † (8 agosto 1583 - 5 dicembre 1594 nominato vescovo di Viterbo)
- Antonio d'Aquino † (24 novembre 1595 - 23 luglio 1618 nominato arcivescovo di Taranto)
- Stefano Sole De Castelblanco, C.R. † (22 ottobre 1618 - 21 ottobre 1657 deceduto)
- Antonio De Matteis Corano † (27 gennaio 1659 - 8 ottobre 1665 deceduto)
- Sisto Maria Pironti, O.P. † (5 maggio 1666 - 12 agosto 1673 deceduto)
- Nicola Antonio De Tura † (18 dicembre 1673 - maggio o 16 luglio 1706 deceduto)
- Marcantonio Attaffi † (6 dicembre 1706 - 11 febbraio 1718 nominato vescovo di Squillace)
- Diego De Pace † (11 maggio 1718 - 28 novembre 1737 deceduto)
- Francesco De Novellis † (27 gennaio 1738 - 11 maggio 1760 deceduto)
- Giovanni Saverio Pirelli † (21 luglio 1760 - 23 marzo 1792 dimesso)
- Lorenzo Potenza † (26 marzo 1792 - 1º settembre 1811 deceduto)
  - Sede vacante (1811-1818)
  - Sede unita aeque principaliter a Cava (1818-1972)
- Jolando Nuzzi † (25 settembre 1972 - 30 settembre 1986 nominato vescovo di Nocera Inferiore-Sarno)

### Vescovi di Cava e Sarno
- Silvestro Granito † (6 aprile 1818 - 18 dicembre 1832 deceduto)
- Tommaso Bellacosa † (23 giugno 1834 - 15 settembre 1843 dimesso)
- Salvatore Fertitta † (25 gennaio 1844 - 31 ottobre 1873 deceduto)
- Giuseppe Carrano † (15 giugno 1874 - 3 aprile 1890 deceduto)
- Giuseppe Izzo † (3 aprile 1890 succeduto - 15 gennaio 1914 deceduto)
- Luigi Lavitrano † (25 maggio 1914 - 16 luglio 1924 nominato arcivescovo di Benevento)
  - Sede vacante (1924-1928)
- Pasquale Dell'Isola † (29 settembre 1928 - 12 gennaio 1938 deceduto)
- Francesco Marchesani † (30 gennaio 1939 - 22 aprile 1948 nominato vescovo di Chiavari)
- Gennaro Fenizia † (21 luglio 1948 - 15 novembre 1952 deceduto)
- Alfredo Vozzi † (25 settembre 1953 - 25 settembre 1972 nominato arcivescovo di Amalfi[18])

### Vescovi di Nocera Inferiore-Sarno
- Jolando Nuzzi † (30 settembre 1986 - 27 dicembre 1986 deceduto)
- Gioacchino Illiano † (8 agosto 1987 - 24 marzo 2011 ritirato)
- Giuseppe Giudice, dal 24 marzo 2011

## Statistiche
La diocesi nel 2023 su una popolazione di 240.350 persone contava 228.300 battezzati, corrispondenti al 95,0% del totale.
| anno | popolazione | popolazione | popolazione | presbiteri | presbiteri | presbiteri | presbiteri                | diaconi | religiosi | religiosi | parrocchie |
| anno | battezzati  | totale      | %           | numero     | secolari   | regolari   | battezzati per presbitero | diaconi | uomini    | donne     | parrocchie |
| ---- | ----------- | ----------- | ----------- | ---------- | ---------- | ---------- | ------------------------- | ------- | --------- | --------- | ---------- |
| 1949 | 90.000      | 90.000      | 100,0       | 130        | 85         | 45         | 692                       |         | 88        | 380       | 24         |
| 1970 | 132.099     | 132.272     | 99,9        | 108        | 65         | 43         | 1.223                     |         | 60        | 339       | 29         |
| 1980 | 159.000     | 163.000     | 97,5        | 97         | 59         | 38         | 1.639                     |         | 46        | 281       | 34         |
| 1990 | 210.550     | 218.550     | 96,3        | 113        | 67         | 46         | 1.863                     | 1       | 67        | 256       | 54         |
| 1999 | 222.250     | 233.297     | 95,3        | 127        | 78         | 49         | 1.750                     | 6       | 66        | 218       | 54         |
| 2000 | 226.000     | 236.574     | 95,5        | 135        | 77         | 58         | 1.674                     | 6       | 77        | 213       | 54         |
| 2001 | 226.000     | 236.574     | 95,5        | 124        | 69         | 55         | 1.822                     | 7       | 80        | 219       | 54         |
| 2002 | 223.000     | 233.297     | 95,6        | 118        | 71         | 47         | 1.889                     | 6       | 74        | 218       | 54         |
| 2003 | 226.000     | 236.574     | 95,5        | 119        | 69         | 50         | 1.899                     | 6       | 58        | 211       | 54         |
| 2004 | 227.000     | 236.574     | 96,0        | 127        | 68         | 59         | 1.787                     | 7       | 67        | 211       | 54         |
| 2013 | 226.700     | 234.018     | 96,9        | 113        | 65         | 48         | 2.006                     | 8       | 67        | 200       | 54         |
| 2016 | 225.000     | 233.900     | 96,2        | 103        | 60         | 43         | 2.184                     | 8       | 65        | 190       | 54         |
| 2019 | 228.500     | 240.700     | 94,9        | 120        | 70         | 50         | 1.904                     | 8       | 66        | 204       | 54         |
| 2021 | 228.350     | 240.500     | 94,9        | 126        | 76         | 50         | 1.812                     | 8       | 64        | 199       | 54         |
| 2023 | 228.300     | 240.350     | 95,0        | 125        | 75         | 50         | 1.826                     | 7       | 63        | 202       | 54         |

### Per la sede di Nocera
- Francesco Lanzoni, Le diocesi d'Italia dalle origini al principio del secolo VII (an. 604), vol. I, Faenza, 1927,  pp. 242-245.
- Giuseppe Cappelletti, Le Chiese d'Italia della loro origine sino ai nostri giorni, vol. XXI, Venezia, 1870,  pp. 511-514.
- (LA) Pius Bonifacius Gams, Series episcoporum Ecclesiae Catholicae, Leipzig, 1931,  p. 907.
- (LA)  Konrad Eubel, Hierarchia Catholica Medii Aevi, vol. 1, p. 314; vol. 2, p. 181; vol. 3, pp. 229-230; vol. 4, p. 263; vol. 5, p. 294; vol. 6, p. 315.

### Per la sede di Sarno
- Giuseppe Cappelletti, Le Chiese d'Italia della loro origine sino ai nostri giorni, vol. XXI, Venezia, 1870,  pp. 375-380.
- (LA) Pius Bonifacius Gams, Series episcoporum Ecclesiae Catholicae, Leipzig, 1931,  p. 920.
- (LA)  Konrad Eubel, Hierarchia Catholica Medii Aevi, vol. 1, p. 436; vol. 2, p. 230; vol. 3, p. 293; vol. 4, p. 306; vol. 5, p. 345; vol. 6, p. 368.
- (DE) Norbert Kamp, Kirche und Monarchie im staufischen Königreich Sizilien. Prosopographische Grundlegung. Bistümer und Bischöfe des Königreichs 1194-1266, 1. Abruzzen und Kampanien, München, 1973,  pp. 477–481.